# Synodontis rufigiensis
Synodontis rufigiensis és una espècie de peix de la família dels mochòkids i de l'ordre dels siluriformes.

## Morfologia
Els mascles poden assolir els 23 cm de llargària total.

## Distribució geogràfica
Es troba a Àfrica: Tanzània.